# Sinapis arvensis
Sinapis arvensis es una planta de la familia Brassicaceae, se la conoce popularmente como mostaza de campo o mostaza silvestre. Es nativa de Europa pero se ha naturalizado en Norteamérica.

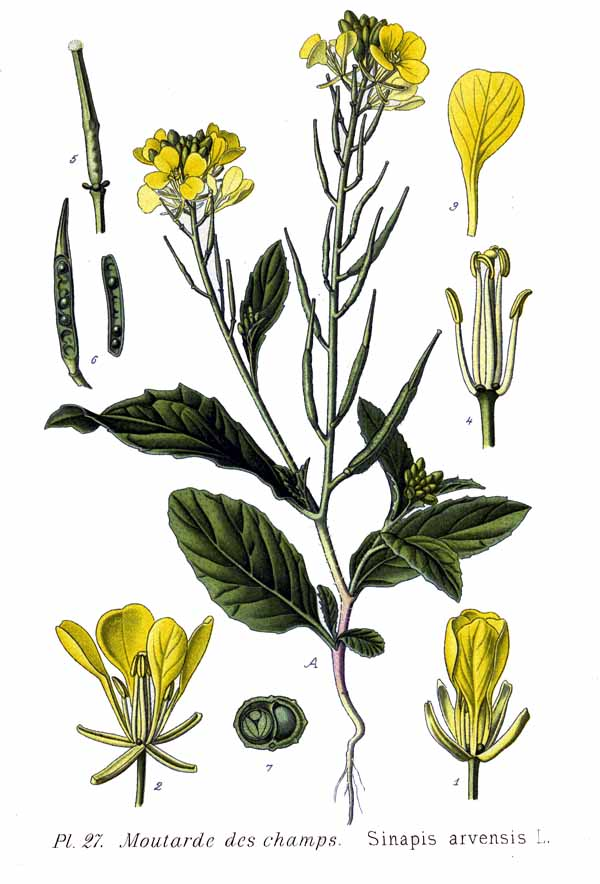
Ilustración

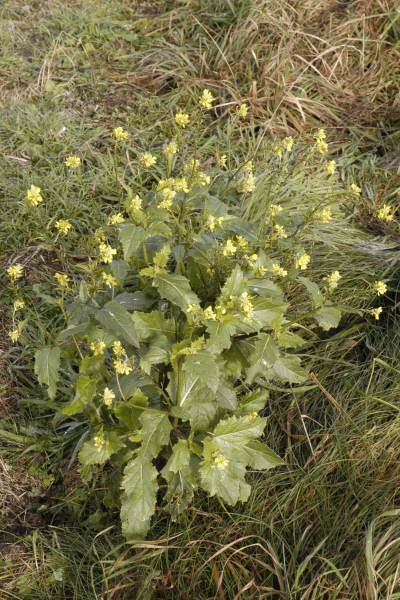
Vista de la planta en su hábitat

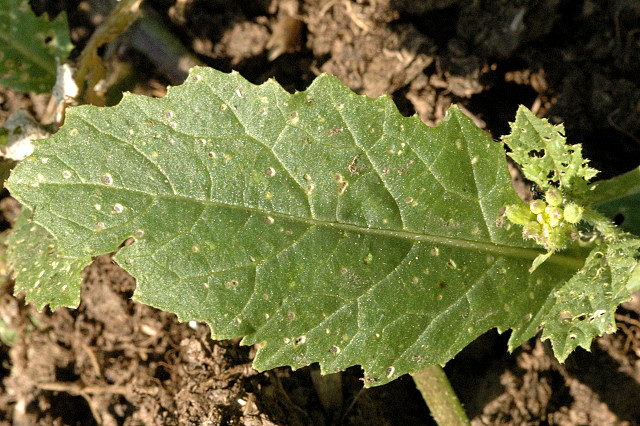
Detalle de la hoja

## Características
Es una planta caduca que alcanza un metro de altura. Los tallos son erectos con vellosidad cerca de la base. Las hojas de la base son pinnadas o dentadas. Tienen un corto peciolo o son sésiles. La inflorescencia es un racimo de pequeñas flores amarillas de cuatro pétalos. El fruto es una silicua de 3-5 cm de longitud, aplastado y cuadrangular.
Son el alimento de algunas orugas de especies de Lepidoptera, tales como Pieris rapae.

## Propiedades
- Las semillas se pueden utilizar como las de la mostaza blanca.
- Tiene efectos irritantes sobre la piel y provoca una vasodilatación de los capilares cutáneos que ayuda a combatir reumatismos, neuritis y dolores articulares.
- Contiene sinapina, que ejerce un efecto antibiótico sobre las bacteria Gram negativas.
- El exceso de su utilización externa puede ocasionar ampollas e incluso necrosis.
- La mostaza es tóxica en dosis elevadas, por lo que se recomienda un uso moderado.

## Taxonomía
Sinapis arvensis fue descrita por Carlos Linneo y publicado en Species Plantarum 2: 668. 1753.
sinonimia
- Brassica arvensis (L.) Rabenh.
- Brassica arvensis var. orientalis (L.) Farw.
- Brassica arvensis var. schkuhriana (Rchb.) Thell.
- Brassica barbareifolia Ball
- Brassica kaber (DC.) Wheeler
- Brassica kaber var. orientalis (L.) Scoggan
- Brassica kaber var. pinnatifida (Stokes) L.C.Wheeler
- Brassica kaber var. schkuhriana (Rchb.) L.C.Wheeler
- Brassica kaber var. stricta (Celak.) Shinners
- Brassica sinapis Vis.
- Brassica sinapistrum Boiss.
- Brassica sinapistrum var. orientalis Samp.
- Brassica sinapistrum var. schkuhriana (Rchb.) Samp.
- Brassica xinjiangensis Y.C.Lan & T.Y.Cheo
- Crucifera sinapistra E.H.L.Krause
- Napus agriasinapis K.F.Schimp. & Spenn.
- Raphanus arvensis (L.) Crantz
- Raphanus orientalis (L.) Crantz
- Rhamphospermum arvense (L.) Andrz. ex Besser
- Rhamphospermum orientale Andrz.
- Sinapis arvensis var. nilotica O.E. Schulz
- Sinapis arvensis var. pinnatifida Stokes
- Sinapis kaber DC.
- Sinapis orientalis L.
- Sinapis retrohirsuta Besser ex Steud.
- Sinapis schkuhriana Rchb.
- Sinapis schlosseri Heuff. ex Nyman
- Sinapis torosa Gilib.[2]